# Saint-Sauflieu
Saint-Sauflieu település Franciaországban, Somme megyében. Lakosainak száma 981 fő (2022. január 1.). Saint-Sauflieu Hébécourt, Nampty, Oresmaux, Plachy-Buyon, Rumigny és Ô-de-Selle községekkel határos.

## Népesség
A település népessége az elmúlt években az alábbi módon változott:
| Lakosok száma | 1000 | 1015 | 995  | 985  | 992  | 987  | 985  | 981  |
|               | 2013 | 2015 | 2017 | 2018 | 2019 | 2020 | 2021 | 2022 |